# Sny i kamienie
Sny i kamienie – utwór prozatorski Magdaleny Tulli opublikowany w 1995 roku. Stanowi wieloznaczną refleksję na temat miasta, języka i utopii.
Utwór spotkał się z bardzo przychylnym odbiorem krytyków literackich (m.in. Kinga Dunin, Leszek Bugajski, Michał Kłobukowski) – porównywano go z prozą Brunona Schulza, Italo Calvino, Julia Cortázara i Georges’a Pereca, chwalono go za oryginalność i udane połączenie elementów kultury europejskiej z kulturą orientalną, podkreślano również jego wieloznaczność i trudność w ustaleniu jednoznacznej interpretacji.
W 1995 roku Magdalena Tulli otrzymała za Sny i kamienie Nagrodę Fundacji im. Kościelskich. W 1996 roku w ankiecie czasopisma "Nowy Nurt" 5 próz na pięciolecie przeprowadzonej wśród literaturoznawców i krytyków literackich Sny i kamienie były wymieniane jako jedna z najważniejszych polskich publikacji prozatorskich ówczesnego czasu.